# Ruderverein Saarbrücken
Der Ruderverein Saarbrücken war ein Sportverein aus Saarbrücken.

## Geschichte und Lage
1974 gründeten die Saarbrücker Rudergesellschaft Undine und der Ruder-Club Saar 1885 den Ruderverein Saarbrücken als Leistungssportverein. Das Ruderleistungszentrum Saarbrücken befand sich auf dem Gelände der SRG Undine am Saarbrücker Staden. Seit 2020 führt die SRG Undine die Leistungssport-Tradition des Rudervereins fort.

## Bekannte Sportler
In den 1990er Jahren hatten einige Ruderinnen internationale Erfolge, wurden aber, zum Beispiel in der Olympiabroschüre 1992, dem Verein Undine zugeordnet und sind auch dort aufgelistet.
Erste Weltmeisterin, bei der nur noch der Ruderverein erwähnt wird, war 2003 Lenka Wech im Achter. Nina Gäßler wurde bei den Weltmeisterschaften 2004 Weltmeisterin im Leichtgewichts-Einer. Von 2009 bis 2012 waren die Leichtgewichts-Ruderer Matthias Schömann-Finck, Jost Schömann-Finck, Jochen Kühner und Martin Kühner mehrfach Weltmeister mit dem Leichtgewichts-Vierer und mit dem Leichtgewichts-Achter. 2010 gewann Anja Noske ihr erstes Weltmeisterschaftsgold. 2014 siegte erstmals Tobias Franzmann. Sowohl Noske als auch Franzmann erruderten 2015 ihren zweiten Weltmeistertitel.
Bei Europameisterschaften erruderten Lenka Wech, Jost Schömann-Finck, Jochen Kühner, Martin Kühner und Anja Noske Goldmedaillen.